# 한자신문사이등박문추도회
한자신문사이등박문추도회(漢字新聞社伊藤博文追悼會)는 1909년 11월에 대한제국의 3개 신문사가 이토 히로부미 추도회 개최를 위해 공동 조직한 단체이다.
1909년 10월 26일에 이토가 안중근의 저격으로 사망한 뒤 11월 4일에 일본에서 장례식이 열렸다. 이에 일진회 기관지인 국민신보 사장 최영년이 한성부의 여러 신문사가 공동으로 이토를 기리기 위한 연합 추도회를 개최한다고 발표했다.
그러나 이러한 결정 내용이 국민신보에 실리자, 한성부민회의 국민대추도회가 이미 준비 중이므로 별도의 추도회가 필요 없다는 항의가 터져나왔다. 황성신문 사장 유근, 제국신문 사장 대리 한기준, 대한민보 사장 오세창, 그리고 한성신보 주간은 참여하지 않겠다는 전문을 최영년에게 발송했다.
발기자 최영년은 국민신보와 대한신문, 한성신문의 3개 신문사 연합으로 11월 14일에 이토 추도회를 거행했다. 이인직이 창간한 대한신문은 이완용 계열로서 일진회와는 대립하는 관계의 언론사였으나, 국민신보와 추도회를 공동 개최했다.

## 참고 자료
- 친일인명사전편찬위원회 (2004년 12월 27일). 《일제협력단체사전 - 국내 중앙편》. 서울: 민족문제연구소. 73쪽쪽. ISBN 8995330724.